# Korg Poly 800
| Synthesizer      | Synthesizer                                               |
| Korg Poly-800    | Korg Poly-800                                             |
| Allgemeines      | Allgemeines                                               |
| ---------------- | --------------------------------------------------------- |
| Name             | Poly 800                                                  |
| Hersteller       | KORG                                                      |
| Klangsynthese    | Analog-Subtraktiv                                         |
| Zeitraum         | 1983–1987                                                 |
| Eigenschaften    |                                                           |
| Polyphon         | ja, 8 (1 DCO/Kanal)                                       |
| Multitimbral     | nein                                                      |
| Filter           | analog, 1 für alle Stimmen gemeinsam                      |
| LFO              | 1 pro Stimme                                              |
| Effekte          | Chorus bzw. Digitaldelay (Mk.II)                          |
| Tasten           | 49 (nicht Anschlags- oder Druckdynamisch)                 |
| Schnittstelle(n) | MIDI: 1×IN, 1×OUT                                         |
| Anschlüsse       | Kopfhörer Audio: 1/L, 2/R 1× Pedal 1× Cassetten-Interface |
| Sequenzer        | 256 Events; Step-Eingabe                                  |
| Speicherplätze   | 64                                                        |
| ROM              | –                                                         |
| RAM              | –                                                         |
| Ext. Speicher    | Tape, Midi-Sysex (nur Mk.II)                              |

Der Poly 800 ist ein in den 1980ern produzierter Synthesizer des Herstellers Korg. Er war der erste voll programmierbare polyphone Synthesizer, der für weniger als 1000 US-Dollar verkauft wurde. Er besitzt acht digital gesteuerte (und somit stimmstabile) analoge Oszillatoren, die alle über ein einziges Filter laufen, weshalb sich der Poly 800 besonders für Filtermodifikationen eignet und in der Circuit-Bending-Szene recht beliebt ist. Die Polyphonie (allerdings sind der Poly 800 und der Poly 800-II nur paraphon) ist umschaltbar zwischen 8-fach mit einem Oszillator und 4-fach mit zwei separat einstellbaren Oszillatoren. Hüllkurven und LFOs (MG) werden digital von der CPU erzeugt. Die Oszillatoren und das Filter hingegen arbeiten analog und werden lediglich digital von der CPU angesteuert.
Die Ausstattung umfasst zwei Haltepunkte für einen Gurt, wodurch das Gerät wie eine Gitarre umgehängt werden kann (Keytar); Batteriebetrieb ist möglich. Eine Version mit farblich inverser Tastatur war ebenfalls erhältlich.
Es wurden von 1984 bis 1987 etwa 100.000 Exemplare des Poly 800 und der verbesserten Nachfolgeversion Poly 800-II hergestellt der ein digitales Delay hinzugefügt wurde. Als Expander wurde das Gerät unter der Bezeichnung EX 800 verkauft. Das Modell wurde von zahlreichen wichtigen Vertretern der elektronischen Musik verwendet, darunter Vangelis, Juan Atkins, Kevin Saunderson, Derrick May, Human League, Orbital, Tangerine Dream, Rob Hubbard und Jimi Tenor.